# Atlantisch orkaanseizoen 1925
Het Atlantisch orkaanseizoen 1925 duurde van 1 juni 1925 tot 4 december 1925, toen de laatste storm oploste. Het seizoen 1925 was een van de inactiefste seizoenen sinds er vanaf halverwege de negentiende eeuw betrouwbare waarnemingen hieromtrent voorhanden zijn. Het seizoen 1925 telde twee tropische stormen, waarvan er één niet alleen promoveerde tot een orkaan, die de tweede categorie bereikte, maar dit bovendien deed in de maand december en dat is in de geschiedenis maar vijf keer voorgekomen.
Opgemerkt moet worden dat men destijds nog geen beschikking had over satellieten, die niet alleen continu observaties mogelijk maken, maar ook stormen in één oogopslag in hun gehele omvang tonen. Destijds was men afhankelijk van waarnemingen van weerstations en de scheepvaart. Sommige systemen zijn moeilijk te classificeren, omdat er te weinig waarnemingen zijn. Daarom kan het zijn dat er tropische cyclonen zijn 'gemist', omdat zij een te korte levensduur hadden, of hun koers ver van de kust en de gebruikelijke scheepvaartroutes lagen. Daarom is het mogelijk, dat andere, zwakke en kortlevende tropische stormen aan de waarneming zijn ontsnapt.

## Cyclonen
Anders dan tegenwoordig kregen tropische cyclonen geen namen. De cyclonen zijn gemakshalve genummerd op chronologische volgorde, waarin zij voor het eerst verschenen.

### Tropische storm 1
Tropische storm 1 werd op 6 september voor het eerst waargenomen boven het noordwesten van het schiereiland Yucatán, hetgeen een erg late start van het seizoen betekende. Tropische storm 1 trok pal noordwestwaarts over de Golf van Mexico. Tropische storm 1 was een zwakke tropische storm, waarvan de stormwinden slechts 75 km/uur bereikten, voordat tropische storm 1 op 7 september landde nabij Brownsville in Texas. Boven land verzwakte tropische storm 1 nog verder en degradeerde tot een tropische depressie, die dezelfde dag, 7 september boven het dal van de Río Bravo del Norte oploste. Tropische storm 1 bracht veel regen, die in Texas $275.000,- schade veroorzaakte, voornamelijk aan de landbouw en gesneuvelde dijken.

### Orkaan 2
Tropische storm 2 werd voor het eerst waargenomen op 29 november, één dag voor het officiële einde van het seizoen, voor de noordoostelijke kust van Honduras. Tropische storm 2 trok naar het noordnoordwesten, richting Straat Yucatan en won gestaag aan kracht. Eenmaal door de Straat Yucatan, draaide tropische storm 2 naar het noordoosten en boven de Golf van Mexico promoveerde hij tot orkaan 2 op 1 december ten westen van Florida. Dezelfde dag landde orkaan 2 nabij Venice, Florida, waarschijnlijk als zwakke orkaan met windsnelheden van 120 km/uur (het is niet uitgesloten dat orkaan 2 voor landing was verzwakt tot een zware tropische storm). Hoewel de intensiteit van de orkaan 2 bij landing niet helemaal vast staat, had hij boven het vasteland van Florida de status van tropische storm, die weer boven de Atlantische Oceaan andermaal promoveerde tot orkaan op 1 december. Orkaan 2 trok verder naar het noordoosten en bereikte zijn hoogtepunt ten zuidoosten van South Carolina op 2 december met windsnelheden van 157 km/uur, een orkaan van de tweede categorie.
Daarna verzwakte orkaan 2 vrij snel en degradeerde dezelfde dag nog tot tropische storm, ongeveer op het moment dat hij Outer Banks, North Carolina schampte. Daarna draaide de verzwakkende tropische storm 2 naar net oostnoordoosten en oosten, verder de oceaan op. Op 4 december degradeerde tropische storm 2 tot tropische depressie, die dezelfde dag nog oploste. De orkaan kelderde een aantal schepen en eiste zo 55 mensenlevens onder de opvarenden. De schade ten gevolge van de orkaan bedroeg $1 miljoen. Orkaan 2 was een van de vijf orkanen, die in de maand december, na afloop van het officiële seizoen tot orkaan promoveerden. De andere vier waren Epsilon in 2005, Nicole in 1998, orkaan Lili in 1984, orkaan 18 in 1887 en Alice II in 1954.